# Marquinhos (Fußballspieler, April 1982)
Marcos Antônio Malachias Júnior, vornehmlich bekannt als Marquinhos (* 30. April 1982 in Barueri) ist ein bulgarisch-brasilianischer ehemaliger Fußballspieler.

## Karriere
Marquinhos begann seine Karriere in der Heimat Brasilien bei CA Guaçuano in Mogi Guaçu im Staat São Paulo, von wo er 2005 nach Bulgarien zu Belasiza Petritsch wechselte. In der ersten Saison wurde der Verein mit dem offensiven Mittelfeldspieler Sechster. Nach Platz acht 2006/07 wechselte er anfangs der Saison 2007/08 zu ZSKA Sofia. Am Ende der Saison wurde ZSKA Meister und Supercupsieger. Danach wurde die Mannschaft zweimal in Folge Vizemeister.
Im Sommer 2009 verließ Marquinhos ZSKA und wechselte zu Anorthosis Famagusta nach Zypern. Mitte 2010 verpflichtete ihn der chinesische Erstligist Changchun Yatai. Anfang 2013 kehrte er nach Bulgarien zurück, wo er sich Lokomotive Sofia anschloss. Mit dem Klub erreichte er zweimal den Klassenverbleib. Im Sommer 2014 kehrte er zu ZSKA Sofia zurück. Er hatte in der Saison 2014/15 zunächst einen Stammplatz im Mittelfeld, den er in der Meisterrunde verlor. Nach Saisonende musste ZSKA zwangsweise absteigen. Marquinhos wechselte zu Aufsteiger Pirin Blagoewgrad, mit dem er in der Spielzeit 2015/16 den Klassenverbleib erreichte. Anschließend verpflichtete ihn Ligakonkurrent PFK Montana. Dort löste er seinen Vertrag Ende 2016 wieder auf und ging zurück nach Brasilien. Im März 2019 beendete er seine Laufbahn.

## Erfolge
- bulgarischer Meister 2008
- bulgarischer Supercupsieger 2008